# Schau nicht mehr zurück
Schau nicht mehr zurück ist ein Lied des deutschen Pop- und Rap-Duos Xavas. Das Stück ist die erste Singleauskopplung aus ihrem Debütalbum Gespaltene Persönlichkeit und Siegertitel des Bundesvision Song Contest 2012.

## Entstehung und Artwork
Geschrieben wurde das Lied von Milan Martelli, Xavier Naidoo, Matthew Tasa und Savas Yurderi (Kool Savas). Produziert wurde die Single von Milan Martelli. Die Single wurde unter dem Musiklabel Naidoo Records veröffentlicht und durch Sony/ATV Music Publishing und Hanseatic Warner Chappell vertrieben. Auf dem schwarz-weiß gehaltenen Cover der Maxi-Single ist – neben Künstlernamen und Liedtitel – ein Foto Xavas’ (von hinten) zu sehen.

## Veröffentlichung und Promotion
Die Erstveröffentlichung von Schau nicht mehr zurück erfolgte als Download-Single am 24. August 2012 in Deutschland, Österreich und der Schweiz. Durch den großen Anklang folgte am 5. September 2012 die Veröffentlichung als physischer Tonträger. Neben der Singleversion von Schau nicht mehr zurück enthält die Maxi-Single noch eine A-cappella- und Instrumentalversion des Liedes als B-Seite.

## Hintergrundinformation
Bei Schau nicht mehr zurück handelt es sich nicht um die erste gemeinsame Singleveröffentlichung von Xavier Naidoo und Kool Savas. Unter ihren Künstlernamen veröffentlichten die beiden bereits ein Jahr zuvor am 21. Oktober 2011 die Single Aura. Aura platzierte sich in allen D-A-CH-Staaten und befindet sich auf Kool Savas fünften Studioalbum Aura. Vor Aura nahmen sie die beiden auch schon gemeinsame Tracks auf, die aber nur auf Studioalben veröffentlicht wurden.

## Inhalt
Der Liedtext zu Schau nicht mehr zurück ist in deutscher Sprache verfasst. Die Musik wurde gemeinsam von Milan Martelli, Xavier Naidoo und Matthew Tasa, der Text von Naidoo und Savas Yurderi (Kool Savas) verfasst. Musikalisch bewegt sich das Lied im Bereich der Popmusiks und des Raps. Die Strophen des Liedes werden von Savas gerappt, die Bridge und der Refrain werden von Naidoo gesungen. Im Hintergrund werden die beiden durch die Stimmen von Katja Friedenberg und Rüdiger Skoczowsky zu hören. Im Lied geht es darum, dass jemand nicht zurück schauen soll, sondern den Blick nach vorne richten soll.

„Und ich schau nicht mehr zurück,

aber wenn ich zurück schau, seh’ ich nur mein Glück.

Alles andere hab ich gerne zugeschüttet;

und mit schönen Erinnerungen überbrückt.

Glaub mir Bruder, ich schau nicht mehr zurück.“

## Musikvideo
Das Musikvideo zu Schau nicht mehr zurück wurde im Juli 2012 auf dem Großglockner in Österreich gedreht und feierte am 24. August 2012 seine Premiere. Es zeigt zum einen Xavas, die sich zu Fuß und mit Autos (Mercedes-Benz S-Klasse und Bentley Continental GT) um das Gebiet des Großglockner bewegen und dabei das Lied singen bzw. rappen; und zum anderen ist ein Bergsteiger zu sehen der den Großglockner erklimmt. Die Länge des Videos beträgt 3:53 Minuten. Regie führte Kolja Brandt. Produziert wurde das Video von Rocco Kopecny.

## Bundesvision Song Contest 2012
Xavas gewannen den Bundesvision Song Contest 2012 für Baden-Württemberg mit 30 Punkten Vorsprung vor der für Sachsen antretenden Band Laing mit dem Lied Morgens immer müde (142 Punkte). Während der Punktevergabe aller 16 Bundesländer setzten sich Xavas schon relativ früh mit einem kleinen Abstand vor ihren Mitkonkurrenten ab. Neben ihrer Heimat Baden-Württemberg bekamen sie ebenfalls aus Bayern, Berlin, Hessen, Rheinland-Pfalz und Sachsen-Anhalt die volle Punktzahl. Dies war die achte Austragung des Bundesvision Song Contests.
Jeder Künstler dreht zu Promotionzwecken einen Wahlwerbespot für die Teilnahme am BuViSoco. In diesem sind Xavas und einige Sehenswürdigkeiten in Heidelberg zu sehen.
Rekorde
- Niedrigste Höchstpunktzahl: 10 (zusammen mit Peter Fox – Schwarz zu blau und Revolverheld – Lass uns gehen)
- Erfolgreichster Beitrag in den deutschen Singlecharts nach Platzierung: Platz 2 (zusammen mit Glasperlenspiel – Geiles Leben)
- Einziger BSC-Beitrag mit Top-10-Platzierung in den Schweizer Singlecharts (Platz 3).

Punktevergabe
|    |    |    |    |    |    |    |    |    |    |    |    |    |    |    |    | Gesamt |
| -- | -- | -- | -- | -- | -- | -- | -- | -- | -- | -- | -- | -- | -- | -- | -- | ------ |
| 10 | 12 | 10 | 10 | 12 | 10 | 12 | 10 | 10 | 10 | 12 | 10 | 12 | 10 | 12 | 10 | 172    |

## Mitwirkende
| Liedproduktion - Katja Friedenberg: Hintergrundgesang - Milan Martelli: Komponist, Musikproduzent - Xavier Naidoo: Gesang, Komponist, Liedtexter - Kool Savas: Liedtexter, Rap - Rüdiger Skoczowsky: Hintergrundgesang - Matthew Tasa: Komponist Unternehmen - Bears Calling GmbH: Filmproduzent (Musikvideo) - Naidoo Records: Musiklabel - Sony/ATV Music Publishing: Vertrieb - Hanseatic Warner Chappell: Vertrieb | Musikvideo - Yoshua Berkowitz: Steadicam - Kolja Brandt: Kameramann, Regisseur - Rocco Kopecny: Filmproduzent - Anna-Lena Haas: Digital Imaging Technician - Anna Honerlagen: Executive Producer - Kevin Krow: Set-Runner - Darja Pilz: 1. Kameraassistent - Juliane Polak: Maskenbildner - Andrés Lizana Prado: 1. Kameraassistent - Stefan Tüshaus: Schauspieler |

## Kommerzieller Erfolg

### Chartplatzierungen
Schau nicht mehr zurück erreichte in Deutschland Position zwei der Singlecharts und konnte sich insgesamt 22 Wochen in den Charts halten. In Österreich erreichte die Single in 16 Chartwochen Position 14 und in der Schweiz in 22 Chartwochen Position drei der Singlecharts. Obwohl es das Lied nicht auf Platz eins schaffte, war es trotzdem für einen Zeitraum von drei Wochen das erfolgreichste deutschsprachige Lied in den deutschen Singlecharts, sowie für zwei Wochen das erfolgreichste deutschsprachige Lied in den österreichischen Singlecharts. In den Jahressinglecharts von 2012 platzierte sich das Stück auf Position 57 in Deutschland und auf Position 45 in der Schweiz.
Schau nicht mehr zurück ist bis heute die erfolgreichste Chartsingle von Xavas in allen deutschsprachigen Ländern, zudem ist es die erfolgreichste Chartsingle aller Teilnehmer des Bundesvision Song Contests.
| ChartsChartplatzierungen | Höchstplatzierung | Wochen |
| ------------------------ | ----------------- | ------ |
| Deutschland (GfK)        | 2 (22 Wo.)        | 22     |
| Österreich (Ö3)          | 14 (16 Wo.)       | 16     |
| Schweiz (IFPI)           | 3 (22 Wo.)        | 22     |

| ChartsJahrescharts (2012) | Platzierung |
| ------------------------- | ----------- |
| Deutschland (GfK)         | 57          |
| Schweiz (IFPI)            | 45          |

### Auszeichnungen für Musikverkäufe
Ende 2012 wurde Schau nicht mehr zurück in Deutschland mit einer Goldenen Schallplatte für über 150.000 verkaufte Einheiten ausgezeichnet und ist somit einer der meistverkauften Rapsongs in Deutschland.

| Land/Region        | Auszeichnungen für Musikverkäufe (Land/Region, Auszeichnung, Verkäufe) | Verkäufe |
| ------------------ | ---------------------------------------------------------------------- | -------- |
| Deutschland (BVMI) | Gold                                                                   | 150.000  |
| Insgesamt          | 1× Gold ·                                                              | 150.000  |

## Coverversionen
- 2016: The BossHoss, die deutsche Countryband coverte das Lied im Zuge der VOX-Sendung Sing meinen Song – Das Tauschkonzert am Xavier Naidoo Themenabend während der dritten Staffel des Formats. Die Coverversion ist auf dem dazugehörigen Sampler der dritten Staffel zu finden.